# Ушаков-Ушимирский, Зиновий Маркович
Зиновий Маркович Ушаков (Ушимирский) (1895, Российская империя — 1940, СССР) — ответственный сотрудник ВЧК-ОГПУ-НКВД СССР, майор государственной безопасности (1937). Помощник начальника Особого отдела ГУГБ НКВД СССР, следователь по особо важным делам ОО ГУГБ НКВД СССР, несущий ответственность за фабрикацию т. н.  «дела о военно-фашистском заговоре в РККА»  (наряду с И. В. Сталиным, Н. И. Ежовым, М. П. Фриновским и И. М. Леплевским). Расстрелян в 1940 году. Не реабилитирован.

## Биография
Зиновий Ушимирский (Ушомирский, Ушамирский) родился 25 октября (7 ноября) 1895 года в мест. Хабное Радомысльского уезда Киевской губ. в семье плотника.
В 1905−1909 годах учился в еврейской начальной школе (хедере) ( по др. данным самоучка). До 1909 г. не работал, находился на иждивении семьи, проживал в мест. Хабное.
В мае 1909−сентябре 1912 года работал приказчиком в мелкорозничной мануфактурной торговле Фельдблюма в Хабном, с апреля 1913 г. плотник у частных лиц (вместе с отцом и братом Петром в Хабном и Липово Киевской губ.).
В 1916−1917 годах — призван в Русскую императорскую армию, дезертировал; арестован полицией; сидел 50 суток в Радомыслицкой тюрьме, откуда сбежал (по др. данным в армии не служил, безработный, проживал в Хабном).
В марте 1917 года добровольцем ушел в армию — рядовой 147-й Воронежской пехотной дружины (по др. данным в марте 1917 г.- феврале 1918 г. плотник у частных лиц в г. Киев).
Участвовал в боях с войсками С. В. Петлюры.
В 1918 году — рядовой батальона по борьбе с бандитизмом в Чернобыльском уезде.
В 1918 году командуя ротой под Нарвой, получил ранение в руку.
В 1918−1919 годах — в партизанских отрядах в Киевской губернии, член общества Красных партизан.
С 1 января 1920 года — в распоряжении Киевского губкома РКП(б).
С января 1920 года — особый народный следователь в Киевском революционном трибунале.
С 1 декабря 1920 года — в ВЧК — уполномоченный по борьбе с бандитизмом политбюро Киевского уезда.
В 1921 году — заместитель заведующего политбюро Киевского уезда. Состоял в РКП(б) в 1920-1921 гг., во время чистки исключен из партии «за женитьбу на дочери торговца».
В органах ВЧК-ГПУ-НКВД с 1921 г. : в 1921−1922 годах — помощник уполномоченного Киевской губЧК.
С 22 сентября 1922 года — помощник уполномоченного следственной группы Волынской губЧК.
С 17 июля 1922 года — и. о. начальника контрразведовательного отдела Волынского губернского отдела ГПУ в Житомире.
С 31 января 1924 года — уполномоченный Подольского губернского отдела ГПУ в Виннице.
С 11 февраля 1924 года — и. о. начальника КРО Подольского губернского отдела ГПУ.
С 1 июня 1924 года — откомандирован в распоряжение ГПУ Украинской ССР.
В 1925−1926 годах — уполномоченный КРО Каменец-Подольского пограничного отряда и окружного отдела ГПУ.
С 1 марта 1926 года — в распоряжении Киевского окружного отдела ГПУ.
С 4 марта 1926 года — уполномоченный КРО Киевского окружного отдела ГПУ.
С 25 ноября 1926 года — откомандирован в распоряжение Одесского окружного отдела ГПУ.
С 12 декабря 1926 года — прибыл и назначен уполномоченным КРО отдела Одесского окружного отдела ГПУ.
С 1 апреля 1929 года — старший уполномоченный КРО Одесского окружного отдела ГПУ.
С 3 января 1930 года — начальник секретно-оперативного отдела Сталинского окротдела ГПУ.
с 29 июля 1930 года состоял в ВКП(б).
С 15 сентября 1930 года — начальник особого отдела Сталинского оперсектора ГПУ.
С 15 февраля 1931 года — сотрудник для особых поручений особого отдела ГПУ Украинской ССР.
С 15 октября 1931 года — начальник особого отдела ОГПУ 23-й дивизии Харьковского оперативного сектора ГПУ.
С 1 сентября 1932 года — помощник начальника 1-го отделения ОО ОГПУ СССР.
С 4 октября 1932 года — помощник начальника 3-го отделения ОО ОГПУ СССР.
С июня 1933 года — начальник 3-го отделения ОО Украинского военного округа и ГПУ Украинской ССР.
С 5 ноября 1933 года — начальник ОО Донецкого областного отдела ГПУ Украинской ССР.
22 марта 1934 года откомандирован в ОГПУ СССР.
С 3 апреля 1934 года — начальник ОО ПП ОГПУ по Саратовскому краю.
С 10 июля 1934 года — начальник ОО УГБ УНКВД по Саратовскому краю.
С февраля 1935 по декабрь 1936 год— заместитель начальника Особого отдела УГБ НКВД БелССР. С января 1937 года по сентябрь 1938 года — помощник начальника 5-го (особого) отдела ГУГБ НКВД СССР.
23 марта 1936 года — капитан государственной безопасности.
21 сентября 1937 года — майор государственной безопасности.
Ведущий следователь по высшим военачальникам Рабоче-Крестьянской Красной Армии в рамках т. н.  «дела о военно-фашистском заговоре в РККА» весной-летом 1937 года ( М. Н. Тухачевского, Й. Э. Якира, И. П. Уборевича, А. И. Корка, Б. М. Фельдмана и др.),  также высшим партийным и советским деятелям в рамках откомандирования в Секретно-политический отдел ГУГБ НКВД СССР.
С 28 марта 1938 года — помощник начальника 2-го Управления (особые отделы) НКВД СССР.
Летом 1938 года направлен в командировку в УНКВД Дальне-Восточного края в составе бригады ГУГБ НКВД СССР во главе с комкором М. П. Фриновским.
Близких Ушакова хорошо знал один из братьев Л. М. Кагановича, что очень способствовало карьере членов семьи. Одновременно Ушаков являлся одним из доверенных сотрудников И. М. Леплевского, с которым работал в Киеве, Саратове и Минске.
Кроме того, считался одним из следователей, которых особо ценил сам Н. И. Ежов. И даже после ареста и расстрела Леплевского Ушаков сохранил свои позиции в НКВД СССР
Решение о его аресте принял новый заместитель народного комиссара внутренних дел СССР Л. П. Берия. Арестован 5 сентября 1938 г.  в Хабаровске. Этапирован в Киев как бывший сотрудник ГПУ-НКВД УкрССР. При допросах подвергался жестоким избиениям в секретно-политическом отделе УГБ НКВД УкрССР и был вынужден давать показания, нужные следствию.  
По запросу Москвы этапирован из Киева в столицу. Уволен из органов НКВД как арестованный только 11 января 1939 г. Содержался в Сухановской тюрьме. Внесен в Список Л. Берии от 16 января 1940 года по 1-й категории. 21 января 1940 года Военной коллегией Верховного суда СССР приговорён к высшей мере наказания.   Расстрелян был, однако, не в ночь следующего дня, как большинство осуждавшихся, а 26 января (по др. данным 4 февраля) 1940 года. Место захоронения - «могила невостребованных прахов» № 1 крематория Донского кладбища .
Не был реабилитирован «ввиду активного участия в фабрикации ряда следственных дел и применения недозволительных методов следствия в период работы в Особом отделе ГУГБ НКВД СССР».

## Подследственные[источникне указан 4365 дней]
- Егоров, Александр Ильич — Маршал Советского Союза[источник не указан 4365 дней];
- Тухачевский, Михаил Николаевич — Маршал Советского Союза;
- Орлов, Владимир Митрофанович — флагман флота 1-го ранга;
- Дыбенко, Павел Ефимович — командарм 2-го ранга;
- Алкснис, Яков Иванович — командарм 2-го ранга;
- Каширин, Николай Дмитриевич — командарм 2-го ранга;
- Халепский, Иннокентий Андреевич — командарм 2-го ранга;
- Хрипин, Василий Владимирович — комкор;
- Фельдман, Борис Миронович — комкор;
- Криворучко, Николай Николаевич — комкор;
- Покус, Яков Захарович — комдив;
- Чубарь, Влас Яковлевич — член Политбюро ЦК ВКП(б);
- Косиор, Станислав Викентьевич — член Политбюро ЦК ВКП(б);
- Постышев, Павел Петрович — кандидат в члены Политбюро ЦК ВКП(б);
- Эйхе, Генрих Христофорович — командующий 5-й Краснознаменной армией, главнокомандующий Народно-революционной армией Дальневосточной республики, командующий войсками в Белоруссии, командующий войсками Ферганской области; после выхода в отставку работал на номенклатурных должностях в системе внешней торговли — Наркомвнешторге[источник не указан 4365 дней];
- Прамнэк, Эдуард Карлович — член ЦК ВКП(б), депутат Верховного Совета СССР 1-го созыва;
- Закупнев, Захар Александрович — командующий Каспийской военной флотилией, капитан 1-го ранга;
- Таиров, Владимир Христофорович — разведчик, дипломат, бригадный комиссар, член РСДРП(б) с 1915 года;
- Бергавинов, Сергей Адамович — начальник Политического управления Главного управления Северного морского пути при СНК СССР.

Публицист А. И.  Ваксберг, знакомившийся с некоторыми протоколами из их дел, пишет, что следователи, допрашивавшие бывш. первого заместителя наркома внутренних дел М. П. Фриновского, бывшего следователя по особо важным делам Ушакова-Ушимирского и других «целенаправленно (выделено А. И. Ваксбергом) стремились получить показания о фальсификации дел на маршала Александра Егорова, командармов Якова Алксниса, Павла Дыбенко, Николая Каширина. И получили! Сами фальсификаторы за это были расстреляны, а те, кого они оболгали, продолжали считаться врагами народа…».
На следствии по делу Ушакова-Ушимирского было установлено, что показания о причастности Я. Б. Гамарника к «военному заговору» получены «незаконными методами для придания самоубийству Гамарника иной, чем в действительности, причины». Однако ни единого слова об этом вплоть до реабилитации Гамарника в 1955 году в печати не появилось.

## Награды
знак «Почетный работник ВЧК-ОГПУ (V)»;
знак «Почетный работник ВЧК-ОГПУ (XV)» (1933);
орден Красной Звезды (22.07.1937) (лишен посмертно указом Президиума ВС СССР от 23.3.1941 г.);
орден «Знак Почета» (22.02.1938) (лишен посмертно указом Президиума ВС СССР от 23.3.1941 г.);
медаль «ХХ лет РККА» (15.10.1938)